# Ájtte
Ájtte, Svenskt fjäll- och samemuseum is een museum in Jokkmokk in het noorden van Zweden. Het is het belangrijkste museum over de Samische cultuur. Ook is er informatie te vinden over de Scandinavische bergen met hun flora en fauna. Een botanische tuin, Jokkmokks fjällträdgård, is onderdeel van het museum.

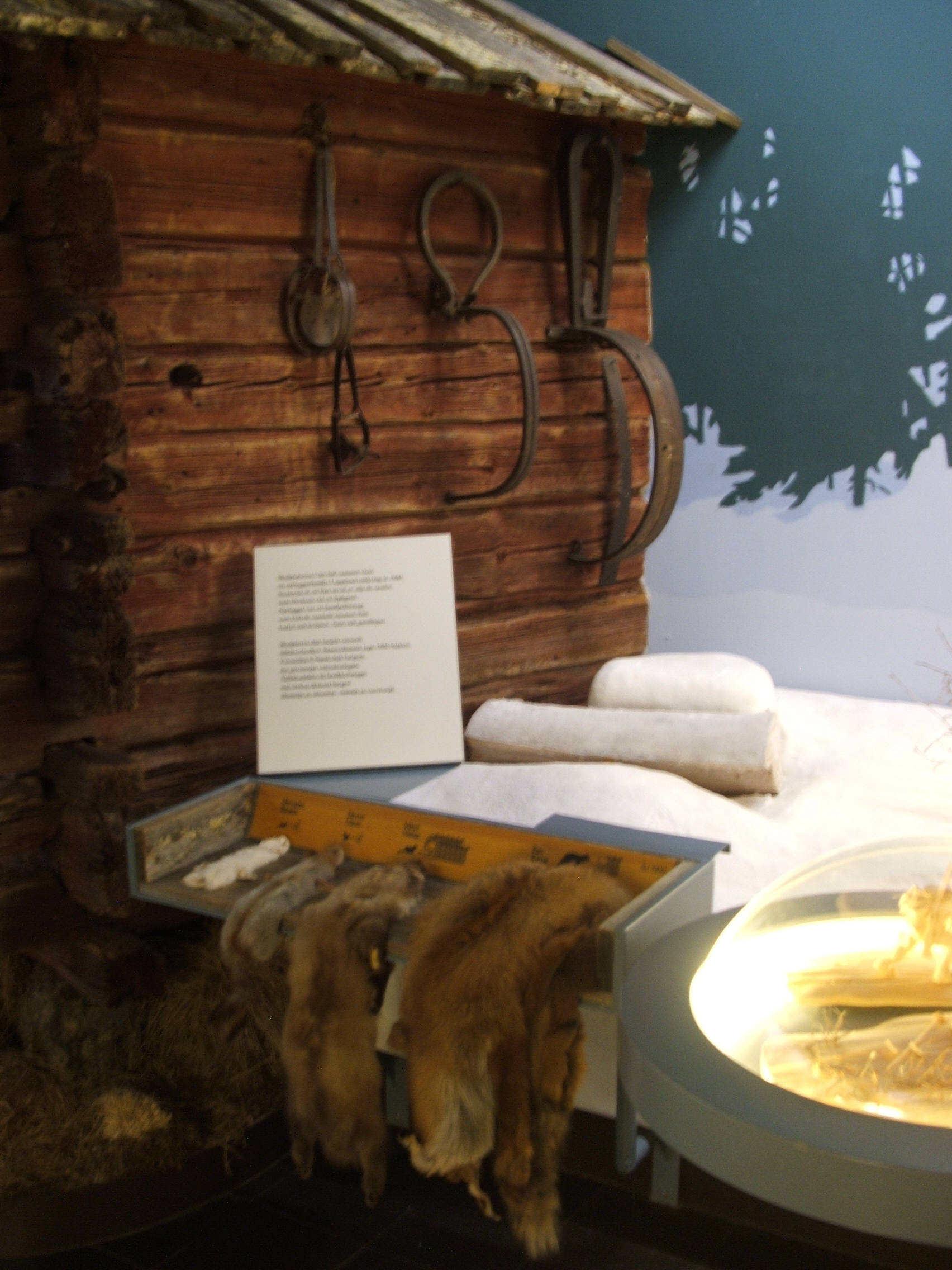
Sámi Ájtte Museum, Jokkmokk